# Narcetes
Narcetes is een geslacht van straalvinnige vissen uit de familie van gladkopvissen (Alepocephalidae). Het geslacht is voor het eerst wetenschappelijk beschreven in 1890 door Alcock.

## Soorten
- Narcetes erimelas Alcock, 1890
- Narcetes kamoharai Okamura, 1984
- Narcetes lloydi Fowler, 1934
- Narcetes shonanmaruae Poulsen, Ida, Kawato & Fujiwara, 2021
- Narcetes stomias (Gilbert, 1890)
- Narcetes wonderi Herre, 1935